# The Stamp-Collector’s Magazine
«The Stamp-Collector’s Magazine» (в переводе с англ. — «Журнал коллекционера марок») — один из первых филателистических журналов, вышедший в двенадцати томах в период с февраля 1863 года по 1874 год.

## Авторы
Среди постоянных авторов журнала была первая известная женщина-филателист Аделаида Люси Фентон, которая подписывала свои статьи различными псевдонимами, в том числе именем португальского поэта Herbert Camoens (Камоэнс), которое она выбрала отчасти потому, что оно включало в себя фамилию бельгийского филателистического дилера Жан-Батиста Моэнса, Fentonia (Фентония), Celestina (Селестина), Virginia (Вирджиния) и SJV — по имени её дома St. John’s Villa в Клифтоне (Бристоль). Переплетённые экземпляры журнала «The Stamp-Collector’s Magazine» были подарены Аделаиде Фентон редактором журнала в благодарность за её вклад в журнал и сейчас находятся в библиотеке Королевского Филателистического общества Лондона вместе со сделанными Аделаидой Фентон заметками на полях.
Питер Андерсон, шотландский филателист, появился на страницах журнала в мае 1869 года, тогда ему было около шестнадцати лет.

Шестой том журнала за 1868 год
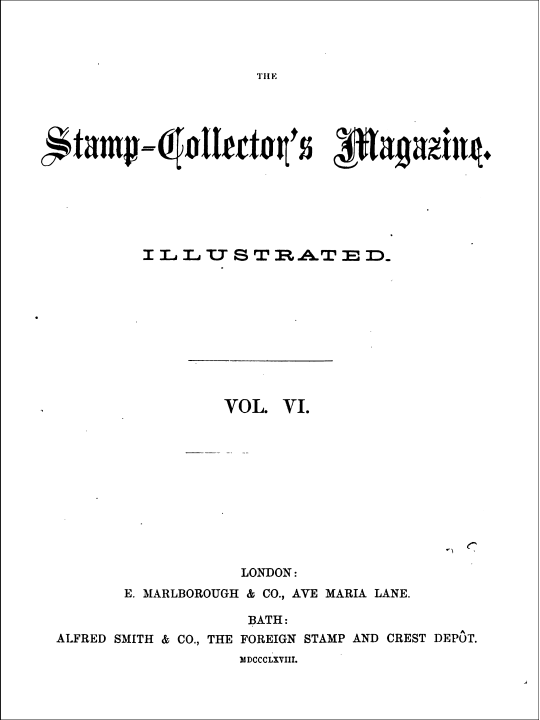
Титульная страница
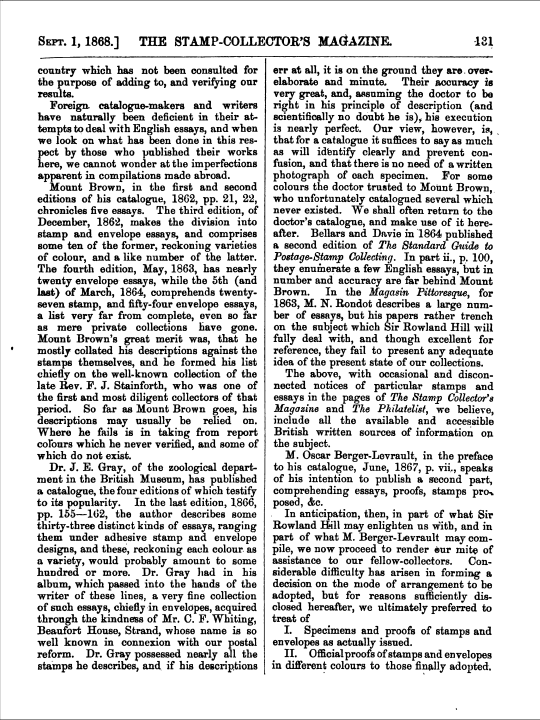
Страница с описанием ранних каталогов марок Дж. Грея (1866) и О. Берже-Левро (1867)